# 열차전대 토큐저
《열차전대 토큐저》(일본어: 烈車戦隊トッキュウジャー 렛샤센타이톳큐자[*])는 2014년 2월 16일부터 2015년 2월 15일까지 《수전전대 쿄류저》의 후속작으로 방영 했던 슈퍼 전대 시리즈의 38번째 작품이다.

## 토큐저
- 라이토(스즈키 라이토)/토큐 1호(국내명: 한별 ~ 정한별/ 트레인 1호) (36화에는 트레인 0호, 트레인 -100호)

- 토캇치(토카시키 하루)/토큐 2호(국내명: 안경 ~ 안경빈/ 트레인 2호) (36화에는 트레인 0호)
- 미오(나츠메 미오)/토큐 3호(국내명: 장미 ~ 장혜미/ 트레인3호) (36화에는 트레인 0호)

- 히카리(노노무라 히카리)/토큐 4호(국내명: 꾹이 ~ 윤종국/트레인 4호)

- 카구라(이즈미 카구라)/토큐 5호(국내명: 공주 ~ 공주미/트레인 5호) (36화에는 트레인 0호)

- 니지노 아키라/토큐 6호(국내명: 홍무현/트레인 6호) (17회부터 등장)
- 차장/토큐 7호(국내명:차장/트레인 7호) (극장판부터 등장)

## 캐스팅
- 라이토 (토큐 1호)■ : 시손 쥰
- 토캇치 (토큐 2호)■ : 히라마키 진
- 미오 (토큐 3호)■ : 리리아
- 히카리 (토큐 4호)■ : 요코하마 류세이
- 카구라 (토큐 5호)■ : 모리타카 아이
- 니지노 아키라 (토큐 6호)■ : 나가하마 신
- 차장 (토큐 7호)■ : 세키네 츠토무
- 왜건 호리에 유이
- 제트 : 오오쿠치 켄고

## 파워레인저 트레인포스 성우진
- 한별(트레인1호) - 심규혁
- 안경(트레인2호) - 이인석
- 장미(트레인3호) - 강시현
- 꾹이(트레인4호) - 홍진욱
- 공주(트레인5호) - 김서영
- 홍무현(트레인6호) - 서원석
- 차장 - 이인성
- 티켓 - 이인성
- 왜건 - 문유정
- 제트 - 오인성
- 모르크 후작 - 최문자
- 네로남작 - 황창영
- 노아부인 - 곽규미
- 슈바르츠 - 한상덕
- 그리타 - 송하림
- 목욕탕 아저씨 - 온영삼
- 노태평 - 김정호
- 혀기나이트 - 정주원
- 경비아저씨 - 김혜성
- 레디 - 김연우

## 전용 무장
- 토큐 체인저(트레인 체인저) ■■■■■
- 토큐 블래스터(트레인 블래스터) ■■■■■
- 토큐 버클(트레인 버클) ■■■■■
- 렌게츠 바주카(레일 바주카)
  - 레일 슬래셔 ■
  - 홈 트리거 ■
  - 신호 해머 ■
  - 터널 액스 ■
  - 철교 클로 ■
- 어플리 체인저 ■
- 유도 브레이커 ■

## 등장 메카

### 토큐 렛샤(파워 트레인)
- 레드 렛샤(레드 트레인)
- 블루 렛샤(블루 트레인)
- 옐로 렛샤(옐로 트레인)
- 그린 렛샤(그린 트레인)
- 핑크 렛샤(핑크 트레인)
- 탱크 렛샤(탱크 트레인)
- 카 캐리어 렛샤(카 캐리어 트레인)
- 디젤 렛샤(디젤 트레인)
- 폴리스 렛샤(폴리스 트레인)
- 파이어 렛샤(파이어 트레인)
- 빌드 렛샤(크레인 트레인)
- 하이퍼 렛샤(하이퍼 트레인)
- 실드 렛샤(실드 트레인)
- 드릴 렛샤(드릴 트레인)
- 사파리 렛샤(사파리 트레인)

### 로봇
메인 메카
- 1호 메카 - 토큐오(트레인킹)
  - 토큐오 탱크(트레인킹 탱크)
  - 토큐오 카 캐리어(트레인킹 카 캐리어)
  - 토큐오 폴리스(트레인킹 폴리스)
  - 토큐오 실드(트레인킹 실드)
  - 토큐오 드릴(트레인킹 드릴)
- 2호 메카 - 디젤오(디젤킹)
  - 디젤오 파이어(디젤킹 파이어)
- 3호 메카 - 빌드다이오(크레인킹)
- 4호 메카 - 하이퍼 렛샤 테이오(하이퍼 트레인 엠페러)
- 극장판 메카 - 사파리 가오(사파리킹)

슈퍼 합체
- 슈퍼 합체 1호 메카 - 초 토큐오(메가 트레인킹)
- 슈퍼 합체 2호 메카 - 초초 토큐다이오(울트라 트레인킹)

궁극 합체
- 궁극 합체 메카 - 토큐 레인보우(레인보우 트레인킹)

## 섀도우 괴인
1. 1화 : 백 섀도우
2. 2화 : 세이버 섀도우
3. 3화 : 체인 섀도우
4. 4화 : 파이프 섀도우
5. 5화 : 양동이 섀도우
6. 7화 : 도장 섀도우
7. 8화 : 폭탄 섀도우
8. 9화 : 마리오넷 섀도우
9. 10화 : 타자기 섀도우
10. 11화 ~ 12화 : 램프 섀도우
11. 13화 : 루페 섀도우
12. 14화 : 청소기 섀도우
13. 15화 ~ 16화 : 해머 섀도우
14. 18화 : 링 섀도우
15. 19화 : 펜스 섀도우
16. 20화 : 잭 인더 박스 섀도우
17. 극장판 : 하운드 섀도우
18. 21화 : 비누 섀도우
19. 24화 : 관리인 록
20. 25화 : 핀 스포트 섀도우
21. 26화 : 코인 섀도우
22. 27화 : 관리인 비숍
23. 29화 : 보틀 섀도우
24. 30화 : 위그 섀도우
25. 31화 ~ 32화 : 체어 섀도우 & 테이블 섀도우
26. 33화 : 주사 섀도우
27. 34화 : 빌리야드 섀도우
28. 36화 : 만년필 섀도우
29. 37화 : 관리인 나이트
30. 38화 : 필름 섀도우
31. 39화 : 묘석 섀도우
32. 43화 : 돌 하우스 섀도우
33. VS 극장판 : 클록 섀도우
34. 44화 : 성 파수꾼 폰
35. V 시네마 : 탱크톱 섀도우

## 에피소드
1. 시발역(출발역) 특급 열차로 가자
2. 제 2역 우리는 여기에 있다(우리는 여기에 있어)
3. 제 3역 마음먹었으면 목숨걸기(결심했으면 있는 힘껏)
4. 제 4역 분실물에 주의를(분실물을 조심)
5. 제 5역 사라진 선로 건너편에(사라진 선로의 저편)
6. 제 6역 찾고 있는 건 뭡니까(찾으시는 물건은?)
7. 제 7역 속절없이 의욕없이(마음도 꿀꿀, 기분도 꿀꿀)
8. 제 8역 레인보우 라인 대폭파
9. 제 9역 생각은 편도 승차권(마음은 편도 승차권)
10. 제 10역 토캇치, 저녁놀에 죽다(안경, 노을에 잠들다)
11. 제 11역 어둠의 황제
12. 제 12역 무지개의 정기권(무지개 승차권)
13. 제 13역 달려라 소화기
14. 제 14역 길 잃은 형사, 명탐정(엉터리 형사와 명탐정)
15. 제 15역 마음 속에 있는 것
16. 제 16역 위험한 임시 열차(비가 그친 하늘에)
17. 제 17역 비 갠 뒤의 하늘에
18. 제 18역 너의 이름을 부르면
19. 제 19역 출발! 빌드다이오(출발! 크레인킹)
20. 제 20역 웃는 얼굴은 위험(웃으면 위험해)
21. 제 21역 신부는 도주 중(도망간 신부)
22. 제 22역 여제의 탄생(여왕의 탄생)
23. 제 23역 손과 손을 맞잡고(손과 손을 잡고)
24. 제 24역 분기점을 넘어(분기점을 넘어서)
25. 제 25역 동화가 뛰쳐나와서(동화 속에서 튀어나온 것)
26. 제 26역 목욕탕에서 전투 개시(목욕탕에서 전투를)
27. 제 27역 새로운 힘을(새로운 힘)
28. 제 28역 멋없지만 멋있어(멋지지 않아도 괜찮아)
29. 제 29역 대향차와의 합류점(적과의 대향점)
30. 제 30역 생일 축하는(생일 축하 케이크)
31. 제 31역 하이퍼 열차 터미널(하이퍼 트레인 터미널)
32. 제 32역 결의
33. 제 33역 가라데 결전(사나이들의 대결)
34. 제 34역 사랑은 난리(데이트 대작전)
35. 제 35역 빼앗긴 터미널
36. 제 36역 꿈은 100점
37. 제 37역 억지 퀴즈(말도 안 되는 퀴즈)
38. 제 38역 영화를 만들자
39. 제 39역 끝의 시작
40. 제 40역 누가 그 녀석이고 그 녀석은 누구고(누가 누구고 누가 누구인지)
41. 제 41역 크리스마스 대결전
42. 제 42역 너에게 닿는 말(마을로 보내는 편지)
43. 제 43역 열리지 않는 문
44. 제 44역 스바루가하마로(묘성마을로)
45. 제 45역 네가 떠난 고향(네가 떠난 역)
46. 제 46역 최후의 목적지(마지막 목적지)
47. 종착역 빛나고 있는 것 (최종회)

## 관련작품
- 한국에서는 2015년 7월 6일부터 챔프, 애니원, 애니박스에서 파워레인저 트레인포스라는 이름으로 방영중이다. 이후 재능TV, 대교어린이TV, 애니맥스에서도 재방중이다.

1. 수전전대 쿄류저 VS 고버스터즈 공룡대결전 안형 영원한 친구여 - 선행등장
2. 스페셜 방송 열차전대 토큐저 VS 가면라이더 가이무 봄방학 합체 스페셜
3. 헤이세이 라이더 대 쇼와 라이더 가면라이더 대전 feat 슈퍼전대
4. 열차전대 토큐저 THE MOVIE - 갤럭시라인 SOS
5. 열차전대 토큐저 VS 쿄류저 THE MOVIE
6. 갔다 돌아온 열차전대 토큐저 꿈의 초 토큐 7호
7. 수리검전대 닌닌저 VS 토큐저 THE MOVIE 닌자 인 원더랜드